# Ligne de Szombathely à Nagykanizsa
La ligne de Szombathely à Nagykanizsa ou ligne 17 est une ligne de chemin de fer de Hongrie. Elle relie Szombathely par la gare de Szombathely à Nagykanizsa par la gare de Nagykanizsa. Elle dessert l'ouest du pays.